# DeSoto Diplomat
La Diplomat è un'autovettura prodotta dalla DeSoto dal 1946 al 1962 per i mercati d'esportazione.

## Storia
Le DeSoto Diplomat erano, sostanzialmente, delle Plymouth, delle Dodge oppure una combinazione delle due a cui era apposto il marchio DeSoto tramite la tecnica del badge engineering. Erano prodotte a Detroit oppure a Windsor, in Canada.
La prima DeSoto basata su una Plymouth è stata introdotta nel 1937 e fu assemblata a Detroit. Nel 1939 iniziarono a essere esportate sui mercati esteri. Nel 1946 le DeSoto d'esportazione vennero denominate Diplomat, e da allora vennero distribuite in Europa, Sudafrica, Sud America e Australia. Dal 1955, però, la produzione venne concentrata a Detroit.
Dal 1939 al 1956 le DeSoto d'esportazione furono dotate di un corpo vettura Plymouth a cui venne associata una calandra di derivazione DeSoto, mentre dal 1957 al 1959 le DeSoto Diplomat erano dotate di un frontale simile a quello della Firesweep a cui era sempre associato un corpo vettura Plymouth. Dal 1960 al 1961 le DeSoto Diplomat vennero invece basate sulla Dodge Dart. Sebbene il 1961 sia stato l'ultimo anno di produzione negli Stati Uniti, solo nel 1962 le Diplomat vennero assemblate in Sudafrica su base Dodge Dart 440.